# Wi-Fi
Wi-Fi je brezžična tehnologija, ki omogoča, da se lahko naprava poveže v računalniško omrežje z 2.4 GHz UHF in 5 GHz SHF radijsko frekvenco. Omrežje Wi-fi lahko uporablja več različnih naprav kot so pametni telefoni, tablice, kamere in ostale digitalne naprave. Vse te naprave se lahko povežejo na omrežje preko brezžične dostopne točke (”Hotspot”).  Takšna točka ima doseg nekje okoli 20 metrov znotraj objektov in še nekoliko več na prostem. Edina pomanjkljivost Wi-fi povezave v primerjavi z žično (Ethernet) povezavo je varnost, saj vsiljivci ob primeru vdora ne rabijo biti fizično prisotni.  Skozi leta se je tudi varnost omrežij občutno izboljšala z izdajo visoko kvalitetnih zaščitnih protokolov (WPA, WPA2).
Wi-Fi je zaščitni znak s katerim so označeni certificirani proizvodi za brezžično računalniško mrežo (LAN, WLAN), zasnovani na specifikacijah IEEE 802.11. Neformalno je Wi-Fi tudi sinonim za takšno tehnologijo v splošnem.
Certifikat izdaja istoimensko neprofitno združenje proizvajalcev Wi-Fi Alliance, z namenom doseganja medsebojne kompatibilnosti in promoviranja svojih proizvodov. 